# Daniel Richter (Film)
Daniel Richter ist ein deutscher Dokumentarfilm des Regisseurs Pepe Danquart über den Maler Daniel Richter. Er startete am 2. Februar 2023 in den deutschen Kinos und wurde im August 2024 unter dem Titel Daniel Richter – Game of Colors auf Arte gezeigt.

## Inhalt
Zunächst ist Daniel Richter zu sehen, der die Frage des Regisseurs aus dem Off beantwortet, warum er dafür ist, den Film zu veröffentlichen: Es gäbe einen Unterschied zwischen einem Bild und einer bewegten Aufnahme. In der Folge ist Richter immer wieder in seinem Atelier zu sehen, in dem er Bilder entwirft und malt. Teilweise kommentiert er auch seine Gedanken zu den entsprechenden Kunstwerken.
Zwischendurch erscheint etwa der Sammler Harald Falckenberg, der versucht die Kunst von Richter und seine Phasen einzusortieren. Besonders hebt er die Entwicklung von abstrakter Malerei zu einem objektiveren Stil hervor. Eine ähnliche Rolle übernimmt auch der Künstler Tal R., der Richter bei einer Ausstellung begegnet war und somit auch Richter als Person einordnet. Immer wieder ist auch Eva Meyer-Hermann zu sehen, die als Kunsthistorikerin die Werke einordnet und der wiederum Richter den Sinn hinter seinen Werken erklärt. So erklärt er die Entwicklung hin zu seinen Taliban-Gemälden oder den Wechsel seines Stils.
Zusätzlich werden Szenen aus Auktionen bei Christie’s oder anderen Auktionshäusern eingespielt, die zeigen, welche Summen die Werke von Richter aufrufen. Auch kommt sein Freund Jonathan Meese zu Wort, der erzählt wie sich die beiden an der Hochschule für bildende Künste Hamburg kennen gelernt haben, aber es geht auch um die Persönlichkeit von Meese in Abgrenzung zu Richter. Dazwischen befinden sich Szenen, in denen Richter Ausstellungen in New York und München eröffnet und hierbei wiederum seine Werke einordnet. Zuletzt geht es über weite Strecken um seine Ausstellung, die Interpretationen von zwei verwundeten Soldaten zeigt, die er zuvor auf einer alten Feldpostkarte entdeckt hatte. Der Film endet bei einer rauschenden Dinnerparty, bei der seine letzte Ausstellung gefeiert wird.

## Produktion
Der Regisseur Pepe Danquart begleitete Richter von 2019 bis 2021 bei vielen Aktivitäten, um daraus einen Film zu machen. Der Film wird über den Weltkino Filmverleih vertrieben.

## Rezeption
Nikolai B. Forstbauer sagt über den Film in den Stuttgarter Nachrichten: „Was entsteht, wenn Meisterregisseur Pepe Danquart dem Starkünstler Daniel Richter über die Schulter schaut? ‚Daniel Richter‘ – ein großartiger Film!“
Nach Natascha Geier „bleiben [viele Fragen] offen. Das mach[e] den ambitionierten Film am Ende nicht wirklich zu einem ‚Spitzenprodukt‘.“